# World Series of Poker Asia Pacific
Le World Series of Poker Asia Pacific (WSOP APAC) rappresentano l'espansione in Asia e Oceania delle World Series of Poker.

## Edizioni
La prima edizione della manifestazione fu indetta nel 2013 in Australia, presso il Crown Melbourne Casino di Melbourne. Il torneo fu organizzato dalle WSOP in collaborazione con la sala da poker 888 ed il sito internazionale PokerListings come media partner ufficiale di tutti gli eventi. I braccialetti assegnati ai vincitori sono regolarmente considerati come braccialetti WSOP.

## Vincitori Main Event
| Edizione       | Vincitore             | Premio       | Partecipanti | Ultimo giocatore eliminato |
| -------------- | --------------------- | ------------ | ------------ | -------------------------- |
| WSOP APAC 2013 | Daniel Negreanu 2♥ 2♠ | A$ 1.038.825 | 405          | Daniel Marton A♠ 7♠        |
| WSOP APAC 2014 | Scott Davies 6♦ 6♠    | A$ 850.136   | 329          | Jack Salter Q♣ 10♣         |